# Аниций Ацилий Агинанций Фауст
Аниций Ацилий Агинанций Фауст Младши (на латински: Anicius Acilius Aginantius Faustus iunior) е римски политик по времето на Одоакър през 5 и 6 век.

## Политическа кариера
Фауст е praefectus urbi на Рим между 475 и 482 г. През 483 г. той е консул. Post consulatum на Източната Римска империя тази година е Трокунд. През 502 – 503 г. Фауст е praefectus urbi за втори път.
Кореспондира си през 502 – 503 г. и 505 – 508 г. с владиката на Павия Магн Феликс Енодий и с владиката на Виен Алким Екдикий Авит.